# Avramiekvationen

Omvandlingen av en fas från en annan genom tillväxt av kärnor som bildas slumpmässigt i moderfasen

Avramiekvationen beskriver hur fasta ämnen omvandlas från en fas till en annan vid konstant temperatur. Den kan specifikt beskriva kinetiken för kristallisation, kan tillämpas generellt på andra fasförändringar i material, som kemiska reaktionshastigheter, och kan till och med vara meningsfullt i analyser av ekologiska system. Ekvationen är en vidareutveckling av Johnson-Mehlekvationen som tar hänsyn till att kärnbildning i praktiken vare sig är slumpmässig eller konstant.

## Transformationskinetik

Typisk isotermisk transformationsplot (överst). Transformationen kan beskrivas med Avrami-ekvationen som en plot av vs, vilket ger en rak linje.

Transformationer ses ofta följa en karakteristisk s-formad, eller sigmoidal, profil där transformationshastigheterna är låga i början och slutet av transformationen men snabba däremellan.
Den initiala långsamma hastigheten kan tillskrivas den tid som krävs för att ett betydande antal kärnor i den nya fasen ska bildas och börja växa. Under den mellanliggande perioden är omvandlingen snabb eftersom kärnorna växer till partiklar och konsumerar den gamla fasen medan kärnor fortsätter att bildas i den återstående moderfasen.
När omvandlingen närmar sig fullbordan finns det lite otransformerat material kvar för ytterligare kärnbildning, och produktionen av nya partiklar börjar sakta ner. Dessutom börjar de tidigare bildade partiklarna vidröra varandra och bildar en gräns där tillväxten stannar. 

## Härledning
Den enklaste härledningen av Avrami-ekvationen gör ett antal viktiga antaganden och förenklingar:
- Kärnbildning sker slumpmässigt och homogent över hela den otransformerade delen av materialet.
- Tillväxthastigheten beror inte på omvandlingens omfattning.
- Tillväxten sker i samma takt i alla riktningar.

Om dessa villkor är uppfyllda, då en omvandling av {\displaystyle \alpha } till {\displaystyle \beta } kommer att fortsätta genom kärnbildning av nya partiklar i en takt {\displaystyle {\dot {N}}} per volymenhet, som växer i en takt {\displaystyle {\dot {G}}} till sfäriska partiklar och slutar växa först när de träffar varandra. Under ett tidsintervall {\displaystyle 0<\tau <t} kan kärnbildning och tillväxt endast ske i otransformerat material. Problemet löses dock lättare genom att tillämpa konceptet med en utökad volym – volymen av den nya fasen som skulle bildas om hela provet fortfarande var oförvandlat. Under tidsintervallet {\displaystyle \tau } till {\displaystyle \tau +\mathrm {d} \tau } kommer antalet kärnor N som förekommer i ett prov med volym V att ges av
{\displaystyle \mathrm {d} N=V{\dot {N}}\,\mathrm {d} \tau ,}
där {\displaystyle {\dot {N}}} är en av två parametrar i denna enkla modell, kärnbildningshastigheten per volymenhet, som antas vara konstant. Eftersom tillväxten är isotrop, konstant och obehindrad av tidigare transformerat material, kommer varje kärna att växa till en sfär med radien {\displaystyle {\dot {G}}(t-\tau )} och så att den utökade volymen av {\displaystyle \beta } på grund av att kärnor dyker upp i tidsintervallet kommer att vara
{\displaystyle \mathrm {d} V_{\beta }^{e}={\frac {4\pi }{3}}{\dot {G}}^{3}(t-\tau )^{3}V{\dot {N}}\,d\tau ,}
där {\displaystyle {\dot {G}}} är den andra av de två parametrarna i denna enkla modell, tillväxthastigheten för en kristall, som också antas konstant. Integrationen av denna ekvation mellan {\displaystyle \tau =0} och {\displaystyle \tau =t} kommer att ge den totala utökade volymen som visas i tidsintervallet: 
{\displaystyle V_{\beta }^{e}={\frac {\pi }{3}}V{\dot {N}}{\dot {G}}^{3}t^{4}.}
Endast en bråkdel av denna utökade volym är verklig. En del av den ligger på tidigare transformerat material och är virtuell. Eftersom kärnbildning sker slumpmässigt kommer andelen av den utökade volymen som bildas under varje tidsinkrement som är reell att vara proportionell mot volymdelen av otransformerad {\displaystyle \alpha }. Således
{\displaystyle \mathrm {d} V_{\beta }=\mathrm {d} V_{\beta }^{e}\left(1-{\frac {V_{\beta }}{V}}\right),}
ordnas om till
{\displaystyle {\frac {1}{1-V_{\beta }/V}}\,\mathrm {d} V_{\beta }=\mathrm {d} V_{\beta }^{e},}
och vid integration till
{\displaystyle \ln(1-Y)=-V_{\beta }^{e}/V,}
där Y är volymfraktionen av {\displaystyle \beta }  ({\displaystyle V_{\beta }/V}).
Med tanke på de tidigare ekvationerna kan denna reduceras till den mer välbekanta formen av Avramiekvationen (JMAK), som ger fraktionen av transformerat material efter en hålltid vid en given temperatur:
{\displaystyle Y=1-\exp[-K\cdot t^{n}],}
där {\displaystyle K=\pi {\dot {N}}{\dot {G}}^{3}/3} och {\displaystyle n=4}.
Detta kan omskrivas som
{\displaystyle \ln {\big (}-\ln[1-Y(t)]{\big )}=\ln K+n\ln t,}
vilket möjliggör bestämning av konstanterna n och {\displaystyle K} från en plot av {\displaystyle \ln {\left(\ln {\tfrac {1}{1-Y}}\right)}} mot {\displaystyle \ln {t}}. Om transformationen följer Avramiekvationen, ger detta en rät linje med lutning n och skärning {\displaystyle \ln {K}}.

## Slutlig kristallit (domän) storlek
Kristallisering är i stort sett över när {\displaystyle Y} når värden nära 1, vilket kommer att inträffa vid en kristallisationstidpunkt {\displaystyle t_{X}} definierad av {\displaystyle Kt_{X}^{n}\sim 1},  kommer som exponentiell term i uttrycket ovan för {\displaystyle Y} att vara liten. Sålunda tar kristallisation en tid av storleksordning 
{\displaystyle t_{X}\sim {\frac {1}{\left({\dot {N}}{\dot {G}}^{3}\right)^{1/4}}},}
det vill säga, kristallisering tar en tid som minskar som en över en fjärdedel av kärnbildningshastigheten per volymenhet, {\displaystyle {\dot {N}}}, och en över den tre fjärdedels potensen av tillväxthastigheten {\displaystyle {\dot {G}}}. Typiska kristalliter växer under någon bråkdel av kristallisationstiden {\displaystyle t_{X}} och har därför en linjär dimension {\displaystyle {\dot {G}}t_{X}}, eller 
{\displaystyle {\text{crystallite linear size}}\sim {\dot {G}}t_{X}\sim \left({\frac {\dot {G}}{\dot {N}}}\right)^{1/4},}
det vill säga en fjärdedels potens av förhållandet mellan tillväxthastigheten och kärnbildningshastigheten per volymenhet. Sålunda beror storleken på de slutliga kristallerna endast på detta förhållande, inom denna modell, och som vi borde förvänta oss resulterar snabba tillväxthastigheter och långsamma kärnbildningshastigheter i stora kristaller. Den genomsnittliga volymen av kristalliterna är av storleksordningen denna typiska linjära storlek i kuber.
Allt detta förutsätter en exponent för {\displaystyle n=4}, vilket är typiskt för den enhetliga (homogena) kärnbildningen i tre dimensioner. Tunna filmer, till exempel, kan vara effektivt tvådimensionella, åtminstone om kärnbildningen återigen är enhetlig med exponenten {\displaystyle n=3}. I allmänhet, för enhetlig kärnbildning och tillväxt, {\displaystyle n=D+1}, är {\displaystyle D} dimensionaliteten i rymden där kristallisering sker.

## Tolkning av Avramikonstanter
Ursprungligen ansågs n ha ett heltalsvärde mellan 1 och 4, vilket återspeglade typen av transformationen i fråga. I härledningen ovan kan till exempel värdet på 4 sägas ha bidrag från tre dimensioner av tillväxt och en som representerar en konstant kärnbildningshastighet. Alternativa härledningar finns, där n har ett annat värde.
Om kärnorna är förformade och alla är närvarande från början, beror transformationen endast på kärnornas 3-dimensionella tillväxt, och n har ett värde på 3.
Ett intressant tillstånd uppstår när kärnbildning sker på specifika platser (såsom korngränser eller föroreningar) som snabbt mättas strax efter att omvandlingen börjar. Inledningsvis kan kärnbildning vara slumpmässig och tillväxt obehindrad, vilket leder till höga värden för n (3 eller 4). När kärnbildningsställena väl är förbrukade kommer bildningen av nya partiklar att upphöra.
Dessutom, om fördelningen av kärnbildningsställen är icke-slumpmässig, kan tillväxten begränsas till 1 eller 2 dimensioner. Platsmättnad kan leda till n värden på 1, 2 eller 3 för yt-, kant- respektive punktplatser.

## Tillämpningar inom biofysik
Avramiekvationen tillämpades i cancerbiofysik i två avseenden. Det första är kopplat till tumörtillväxt och cancercellkinetik, som kan beskrivas med den sigmoidala kurvan. I detta sammanhang diskuterades Avramifunktionen som ett alternativ till den mycket använda Gompertzkurvan. I den andra aspekten användes Avramis kärnbildnings- och tillväxtteori tillsammans med multihitteorin om cancer för att visa hur cancercellen skapas. Antalet onkogena mutationer i cellulärt DNA kan behandlas som kärnbildande partiklar som kan omvandla en hel DNA-molekyl till en cancerös (neoplastisk transformation). Denna modell tillämpades på kliniska data för magcancer och visar att Avramis konstant n är mellan 4 och 5, vilket tyder på fraktalgeometri för cancerframkallande dynamik. Liknande fynd publicerades för bröst- och äggstockscancer, där n = 5,3.

## Multipelanpassning av en enda datauppsättning (MFSDS)

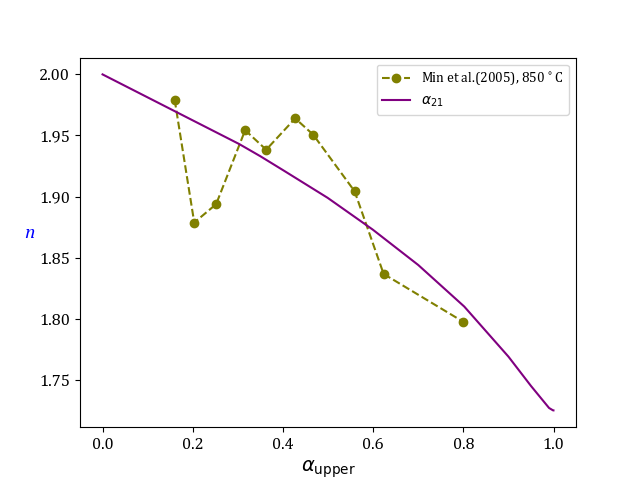
Multipelanpassning av en enda datamängd. Avrami-ekvationen användes för att passa flera gånger i en datauppsättning publicerad av Min et al. in 2005.

Avramiekvationen användes av Ivanov et al. för att flera gånger anpassa en datauppsättning genererad av en annan modell, den så kallade αDg till en sekvens av de övre värdena på α, alltid med start från α=0, för att generera en sekvens av värden av Avramiparametern n. Detta tillvägagångssätt visade sig vara effektivt för en given experimentell datamängd, se diagrammet, och de erhållna n-värdena följde den allmänna riktningen som förutspås genom att flera gånger anpassa α 21 -modellen.